# Ilsdorf
Ilsdorf ist ein Ortsteil der Gemeinde Mücke im mittelhessischen Vogelsbergkreis. Der Ort liegt am Fuße des Vogelsbergs.

## Geographische Lage
Ilsdorf liegt einen Kilometer östlich von Flensungen in 275 m Höhe beiderseits des Streitbachs, der den Ort in zwei Teile teilt. Der größere Teil Ilsdorf liegt auf der rechten nördlichen Talseite. Auf der linken südlichen Talseite liegt Ilsdorf-Solms Verbunden sind beide Seiten mit einer Brücke über den Streitbach. Beide Seiten haben sich aufgrund jahrhundertelanger Zugehörigkeit zu verschiedenen Herrschaftsgebieten unabhängig voneinander entwickelt. So gibt es auf jeder Seite noch immer einen eigenen Friedhof. Die Fachwerkkirche des Dorfes befindet sich am nördlichen Friedhof auf der rechten Talseite.

## Geschichte

### Mittelalter

#### Ersterwähnung und Ortsname
Die älteste bekannte schriftliche Erwähnung von Ilsdorf erfolgte im Jahr 1318 als Olistorf in einer Urkunde des Klosters Haina. Erwähnt wurden hier „Bertoldus et Henricus fratres de Olistorf“ (die Brüder Bertold und Heinrich von Ilsdorf). Der Ortsname wird als Ort des Oli oder Uli gedeutet.
Weitere Formen des Ortsnamens im 14. Jahrhundert sind:
- 1327: „in villa olistorf“ (im Ort Ilsdorf)[6]
- 1386: „das Gut gelegen tzu Vlstorff“[7]

#### Besitzgeschichte
Bis in die Mitte des 14. Jahrhunderts befand sich Ilsdorf im Besitz der Grafen von Hanau. Am 6. Mai 1341 bekundete  Ulrich III. der Jüngere von Hanau, dass er dem Erzbischof von Mainz, Heinrich III. von Virneburg, neben Ilsdorf auch Burg und Dorf Laubach, Lardenbach, Flensungen, Freienseen, Gonterskirchen, Einartshausen, Lauterbach, Ruppertsburg und andenren Orten Gülten von 72 Mark Pfennige, je 100 Achtel Korn und Hafer verkauft habe. Diese hatte er von seinem Vater Ulrich II. von Hanau ein Jahr zuvor verkauft. Ulrich III. erhielt von dem Mainzer Erzbischof 5.200 Pfund. Von dieser Summe sollten Philipp V. von Falkenstein und dessen Ehefrau Elisabeth von Hanau 2.500 Pfund Heller erhalten. Spätestens 1432 erscheint Ilsdorf in der Solmser Teilungsurkunde vom 13. November dieses Jahres im Besitz des Grafen Johann von Solms, Licher Linie. Die bereits 1341 erwähnten Orte fallen an Graf Johann als Zubehör zu Laubach. Mit dieser Urkunde wird die Teilung des Solmser Besitzes in die Linien Solms-Braunfels und Solms-Hohensolms-Lich manifestiert.
Am Zehnten von Ilsdorf hatten die Herren von Merlau einen Anteil, den sie am 30. Juli 1381 dem Johann Pfeffersack verkauften.
Die Antoniter zu Grünberg kauften am 2. Mai 1484 ein Gut zu Ilsdorf.

### Neuzeit
Die Statistisch-topographisch-historische Beschreibung des Großherzogthums Hessen berichtet 1830 über den hessischen und solmschen Teil von Ilsdorf:

„Ilsdorf (L. Bez. Grünberg) evangel. Filialdorf; liegt an dem Seebach, 1 St. von Grünberg, hat 32 Häuser und 170 evangelische Einwohner.“

„Jlsdorf (L. Bez. Hungen) evangel. Filialdorf; liegt 3 St. von Hungen und gehört dem Grafen von Solms-Laubach. hat 16 Häuser und 98 evangelische Einwohner, die im Winter mancherlei Handwerke treiben. Im Jahr 1806 kam der Ort unter Hess. Hoheit.“

Bis zum 1. April 1939 gehörte ein Teil des Ortes zur Gemeinde Ilsdorf und der andere zur Gemeinde Ilsdorf (Solms). Erst dann kam es zur Zusammenlegung beider Teilgemeinden des Dorfes. Mitte des 19. Jahrhunderts wurde im Tagebau Eisenerz abgebaut.
1984 wurde die Fachwerkkirche von Bernsfeld nach Ilsdorf transloziert.
Hessische Gebietsreform (1970–1977)
Zum 31. Dezember 1971 wurde die bis dahin selbständige Gemeinde Ilsdorf im Zuge der Gebietsreform in Hessen auf freiwilliger Basis als Ortsteil in die Gemeinde Mücke eingegliedert. Für Ilsdorf wurde ein Ortsbezirk gebildet.

### Verwaltungsgeschichte im Überblick
Die folgende Liste zeigt die Staaten und Verwaltungseinheiten, denen Ilsdorf angehört(e):
- 14. Jahrhundert: Teilung von Ilsdorf zwischen der Landgrafschaft Hessen und den Herren von Solms Amt Laubach (bis 1806, dann hessisch)

 Solmser Anteil:
- vor 1806: Heiliges Römisches Reich, Grafschaft Solms-Laubach (Anteil an der Herrschaft Münzenberg), Amt Laubach (der Grafen Solms-Laubach)
- ab 1806: Großherzogtum Hessen,[Anm. 2] Fürstentum Oberhessen, Amt Laubach (der Grafen Solms-Laubach)[19]
- ab 1815: Großherzogtum Hessen, Provinz Oberhessen, Amt Laubach (der Grafen Solms-Laubach)[20]
- ab 1820: Großherzogtum Hessen, Provinz Oberhessen, Amt Laubach[Anm. 3]
- ab 1822: Großherzogtum Hessen, Provinz Oberhessen, Landratsbezirk Hungen[21][Anm. 4]
- ab 1837: Großherzogtum Hessen, Provinz Oberhessen, Kreis Grünberg
- Weiter wie hessischer Anteil

Hessischer Anteil:
- ab 1567: Heiliges Römisches Reich, Landgrafschaft Hessen-Marburg, Landgericht Grünberg[22]
- 1604–1648: Heiliges Römisches Reich, strittig zwischen Landgrafschaft Hessen-Darmstadt und Landgrafschaft Hessen-Kassel (Hessenkrieg)
- ab 1604: Heiliges Römisches Reich, Landgrafschaft Hessen-Darmstadt, Oberfürstentum Hessen, Amt Grünberg,[23] Landgericht Grünberg
- ab 1806: Großherzogtum Hessen, Fürstentum Oberhessen, Amt Grünberg[24][25]
- ab 1815: Großherzogtum Hessen[Anm. 5], Provinz Oberhessen, Amt Grünberg[26]
- ab 1821: Großherzogtum Hessen, Provinz Oberhessen, Landratsbezirk Grünberg[Anm. 6]
- ab 1832: Großherzogtum Hessen, Provinz Oberhessen, Kreis Grünberg
- ab 1848: Großherzogtum Hessen, Regierungsbezirk Gießen
- ab 1852: Großherzogtum Hessen, Provinz Oberhessen, Kreis Grünberg
- ab 1867: Norddeutscher Bund[Anm. 7], Großherzogtum Hessen, Provinz Oberhessen, Kreis Grünberg
- ab 1871: Deutsches Reich, Großherzogtum Hessen, Provinz Oberhessen, Kreis Grünberg
- ab 1874: Deutsches Reich, Großherzogtum Hessen, Provinz Oberhessen, Kreis Alsfeld
- ab 1918: Deutsches Reich (Weimarer Republik), Volksstaat Hessen, Provinz Oberhessen, Kreis Alsfeld
- ab 1938: Deutsches Reich, Volksstaat Hessen, Landkreis Alsfeld[27][Anm. 8]
- ab 1945: Amerikanische Besatzungszone,[Anm. 9] Groß-Hessen, Regierungsbezirk Darmstadt, Landkreis Alsfeld
- ab 1946: Amerikanische Besatzungszone, Hessen, Regierungsbezirk Darmstadt, Landkreis Alsfeld
- ab 1949: Bundesrepublik Deutschland, Hessen, Regierungsbezirk Darmstadt, Landkreis Alsfeld
- ab 1972: Bundesrepublik Deutschland, Land Hessen, Regierungsbezirk Darmstadt, Vogelsbergkreis, Gemeinde Mücke[Anm. 10]
- ab 1981: Bundesrepublik Deutschland, Hessen, Regierungsbezirk Gießen, Vogelsbergkreis, Gemeinde Mücke

### Recht

#### Materielles Recht
In Ilsdorf galt der Stadt- und Amtsbrauch von Grünberg als Partikularrecht. Das Gemeine Recht galt nur, soweit der Amtsbrauch keine Bestimmungen enthielt. Dieses Sonderrecht alten Herkommens behielt seine Geltung auch während der Zugehörigkeit zum Großherzogtum Hessen im 19. Jahrhundert, bis es zum 1. Januar 1900 von dem einheitlich im ganzen Deutschen Reich geltenden Bürgerlichen Gesetzbuch abgelöst wurde.

#### Gerichtsverfassung seit 1803
In der Landgrafschaft Hessen-Darmstadt wurde mit Ausführungsverordnung vom 9. Dezember 1803 das Gerichtswesen neu organisiert. Für das Fürstentum Oberhessen (ab 1815 Provinz Oberhessen) wurde das „Hofgericht Gießen“ eingerichtet. Es war für normale bürgerliche Streitsachen Gericht der zweiten Instanz, für standesherrliche Familienrechtssachen und Kriminalfälle die erste Instanz. Übergeordnet war das Oberappellationsgericht Darmstadt. Die Rechtsprechung der ersten Instanz wurde durch die Ämter bzw. Standesherren vorgenommen und somit war für Ilsdorf das „Amt Grünberg“ zuständig. Nach der Gründung des Großherzogtums Hessen 1806 wurden die Aufgaben der ersten Instanz 1821 im Rahmen der Trennung von Rechtsprechung und Verwaltung auf die neu geschaffenen Landgerichte übergingen. „Landgericht Grünberg“ war daher von 1821 bis 1879 die Bezeichnung für das erstinstanzliche Gericht, das für Ilsdorf zuständig war.
Anlässlich der Einführung des Gerichtsverfassungsgesetzes mit Wirkung vom 1. Oktober 1879, infolge derer die bisherigen großherzoglichen Landgerichte durch Amtsgerichte an gleicher Stelle ersetzt wurden, während die neu geschaffenen Landgerichte nun als Obergerichte fungierten, kam es zur Umbenennung in „Amtsgericht Grünberg“ und Zuteilung zum Bezirk des Landgerichts Gießen. Am 1. Juli 1968 erfolgte die Auflösung des Amtsgerichts Grünberg, Ilsdorf wurde dem Amtsgericht Alsfeld zugelegt.

## Bevölkerung

### Einwohnerstruktur 2011
Nach den Erhebungen des Zensus 2011 lebten am Stichtag dem 9. Mai 2011 in Ilsdorf 210 Einwohner. Darunter waren 9 (4,3 %) Ausländer. Nach dem Lebensalter waren 27 Einwohner unter 18 Jahren, 78 zwischen 18 und 49, 54 zwischen 50 und 64 und 48 Einwohner waren älter. Die Einwohner lebten in 99 Haushalten. Davon waren 36 Singlehaushalte, 30 Paare ohne Kinder und 21 Paare mit Kindern, sowie 9 Alleinerziehende und 3 Wohngemeinschaften. In 21 Haushalten lebten ausschließlich Senioren und in 60 Haushaltungen lebten keine Senioren.

### Einwohnerentwicklung
Hessischer Teil:
| • 1791: | 155 Einwohner                      |
| • 1800: | 163 Einwohner                      |
| • 1806: | 177 Einwohner, 26 Häuser           |
| • 1829: | 170 Einwohner, 32 Häuser           |
| • 1867: | 150 Einwohner, 28 bewohnte Gebäude |
| • 1875: | 153 Einwohner, 28 bewohnte Gebäude |

Hessischer und Solmser Teil:
| Ilsdorf: Einwohnerzahlen von 1834 bis 2022 | Ilsdorf: Einwohnerzahlen von 1834 bis 2022 | Ilsdorf: Einwohnerzahlen von 1834 bis 2022 | Ilsdorf: Einwohnerzahlen von 1834 bis 2022 | Ilsdorf: Einwohnerzahlen von 1834 bis 2022 |
| --- | ------------------------------------------ | ------------------------------------------ | ------------------------------------------ | ------------------------------------------ |
| Jahr |                                            |                                            |                                            | Einwohner                                  |
| 1834 | 1834                                       |                                            | 284                                        | 284                                        |
| 1840 | 1840                                       |                                            | 289                                        | 289                                        |
| 1846 | 1846                                       |                                            | 289                                        | 289                                        |
| 1852 | 1852                                       |                                            | 279                                        | 279                                        |
| 1858 | 1858                                       |                                            | 233                                        | 233                                        |
| 1864 | 1864                                       |                                            | 218                                        | 218                                        |
| 1871 | 1871                                       |                                            | 233                                        | 233                                        |
| 1875 | 1875                                       |                                            | 234                                        | 234                                        |
| 1885 | 1885                                       |                                            | 213                                        | 213                                        |
| 1895 | 1895                                       |                                            | 203                                        | 203                                        |
| 1905 | 1905                                       |                                            | 200                                        | 200                                        |
| 1910 | 1910                                       |                                            | 209                                        | 209                                        |
| 1925 | 1925                                       |                                            | 201                                        | 201                                        |
| 1939 | 1939                                       |                                            | 194                                        | 194                                        |
| 1946 | 1946                                       |                                            | 311                                        | 311                                        |
| 1950 | 1950                                       |                                            | 281                                        | 281                                        |
| 1956 | 1956                                       |                                            | 265                                        | 265                                        |
| 1961 | 1961                                       |                                            | 259                                        | 259                                        |
| 1967 | 1967                                       |                                            | 251                                        | 251                                        |
| 1970 | 1970                                       |                                            | 246                                        | 246                                        |
| 1980 | 1980                                       |                                            | ?                                          | ?                                          |
| 1990 | 1990                                       |                                            | ?                                          | ?                                          |
| 2000 | 2000                                       |                                            | ?                                          | ?                                          |
| 2011 | 2011                                       |                                            | 210                                        | 210                                        |
| 2015 | 2015                                       |                                            | 205                                        | 205                                        |
| 2022 | 2022                                       |                                            | 217                                        | 217                                        |
| Datenquelle: Historisches Gemeindeverzeichnis für Hessen: Die Bevölkerung der Gemeinden 1834 bis 1967. Wiesbaden: Hessisches Statistisches Landesamt, 1968. Weitere Quellen: LAGIS; Gemeinde Mücke; Zensus 2011 |                                            |                                            |                                            |                                            |

### Historische Religionszugehörigkeit
| • 1829: | 268 evangelische (= 100 %) Einwohner (beide Orte)                 |
| • 1961: | 225 evangelische (= 86,87 %), 25 katholische (= 9,65 %) Einwohner |

Im Jahre 1986 gab es, auf Ilsdorf bezogen, noch 250 evangelische Kirchenmitglieder und im Jahre 2020 waren es nur noch 125.

## Politik
Ortsbeirat
Für Ilsdorf besteht ein Ortsbezirk (Gebiete der ehemaligen Gemeinde Ilsdorf) mit Ortsbeirat und Ortsvorsteher nach der Hessischen Gemeindeordnung.
Der Ortsbeirat besteht aus fünf Mitgliedern. Bei den Kommunalwahlen in Hessen 2021 betrug die Wahlbeteiligung zum Ortsbeirat 57,48 %. Alle Mitglieder gehören der „Dorfgemeinschaft Ilsdorf“ an. Der Ortsbeirat wählte Torsten Adamek zum Ortsvorsteher.

## Verkehr
Durch den Ort führt die Landesstraße 3325. Die Anbindung an den öffentlichen Personennahverkehr stellt eine Buslinie der Verkehrsgesellschaft Oberhessen her.

## Persönlichkeiten
- Cora Stephan (* 1951), deutsche Publizistin, wohnt in Ilsdorf